# Чемпионат России по лёгкой атлетике в помещении 1992
Чемпионат России по лёгкой атлетике в помещении 1992 года прошёл 18—20 января в Волгограде в манеже ВГАФКа. В связи с распадом Советского Союза, турнир впервые в своей истории носил статус главного турнира страны. На протяжении 3 дней было разыграно 29 комплектов медалей.
Соревнования проигнорировали многие ведущие российские легкоатлеты. Это объяснялось, прежде всего, тем, что в 1992 году место СССР на международной арене заняла так называемая Объединённая команда. Отбор в неё на чемпионат Европы в помещении осуществлялся по итогам чемпионата СНГ, прошедшего в начале февраля в Москве.

## Медалисты

### Мужчины
| Дисциплина             | Золото                                    | Золото     | Серебро                                  | Серебро    | Бронза                                    | Бронза     |
| ---------------------- | ----------------------------------------- | ---------- | ---------------------------------------- | ---------- | ----------------------------------------- | ---------- |
| 60 м                   | Андрей Григорьев Омская область           | 6,76       | Алексей Подшибякин Волгоградская область | 6,76       | Сергей Дёминов Тульская область           | 6,77       |
| 200 м                  | Андрей Григорьев Омская область           | 21,35      | Борис Жгир Омская область                | 21,62      | Михаил Вдовин Пензенская область          | 21,67      |
| 400 м                  | Владимир Чубровский Новосибирская область | 48,61      | Валерий Белов Пензенская область         | 48,68      | Всеволод Ворончихин Нижегородская область | 48,72      |
| 800 м                  | Олег Степанов Курганская область          | 1.50,33    | Тимур Войтецкий Волгоградская область    | 1.51,61    | Сергей Самойлов Курская область           | 1.52,32    |
| 1500 м                 | Фарит Гаптуллин Марий Эл                  | 3.45,92    | Александр Белов Иркутская область        | 3.45,98    | Олег Степанов Курганская область          | 3.47,13    |
| 3000 м                 | Александр Белов Иркутская область         | 8.10,43    | Юрий Смокотнин Алтайский край            | 8.11,32    | Сергей Харин Курская область              | 8.11,80    |
| 2000 м с препятствиями | Владимир Голяс Пензенская область         | 5.34,00    | Дмитрий Рыжухин Нижегородская область    | 5.36,73    | Михаил Андреев Чувашия                    | 5.39,49    |
| 60 м с барьерами       | Владимир Шишкин Нижегородская область     | 7,84       | Евгений Печёнкин Новосибирская область   | 7,91       | Алексей Матвеев Свердловская область      | 7,97       |
| Прыжок в высоту        | Алексей Макурин Башкортостан              | 2,21 м     | Владимир Соколов Брянская область        | 2,18 м     | Юрий Карась Ростовская область            | 2,18 м     |
| Прыжок с шестом        | Денис Петушинский Новосибирская область   | 5,60 м     | Геннадий Воронин Омская область          | 5,50 м     | Алексей Комиссаров Московская область     | 5,40 м     |
| Прыжок в длину         | Станислав Тарасенко Ростовская область    | 7,96 м     | Вадим Иванов Калужская область           | 7,76 м     | Сергей Заозёрский Архангельская область   | 7,71 м     |
| Тройной прыжок         | Денис Капустин Татарстан                  | 16,88 м    | Александр Петрунин Брянская область      | 16,57 м    | Геннадий Марков Ставропольский край       | 16,51 м    |
| Толкание ядра          | Евгений Пальчиков Иркутская область       | 19,56 м    | Игорь Пальчиков Иркутская область        | 18,05 м    | Михаил Петров Московская область          | 17,82 м    |
| Ходьба на 5000 м       | Григорий Корнев Кемеровская область       | 19.06,0    | Анатолий Соколовский Ростовская область  | 19.39,2    | Сергей Тюленев Пензенская область         | 19.48,5    |
| Семиборье              | Андрей Чернявский Новосибирская область   | 5658 очков | Николай Афанасьев Свердловская область   | 5610 очков | Олег Семёнов Липецкая область             | 5537 очков |

### Женщины
| Дисциплина             | Золото                                   | Золото     | Серебро                                 | Серебро   | Бронза                                  | Бронза     |
| ---------------------- | ---------------------------------------- | ---------- | --------------------------------------- | --------- | --------------------------------------- | ---------- |
| 60 м                   | Марина Жирова Московская область         | 7,35       | Наталья Мерзлякова Свердловская область | 7,36      | Татьяна Алексеева Новосибирская область | 7,38       |
| 200 м                  | Елена Рузина Воронежская область         | 23,72      | Вера Сычугова Свердловская область      | 24,17     | Светлана Гончаренко Ростовская область  | 24,34      |
| 400 м                  | Вера Сычугова Свердловская область       | 54,64      | Елена Андреева Свердловская область     | 55,64     | Нина Арнст Красноярский край            | 55,84      |
| 800 м                  | Ольга Бурканова Еврейская АО             | 2.04,42    | Наталья Духнова Ярославская область     | 2.05,12   | Вера Чувашёва Курганская область        | 2.05,58    |
| 1500 м                 | Наталья Бетехтина Свердловская область   | 4.17,97    | Вера Чувашёва Курганская область        | 4.19,25   | Екатерина Подкопаева Московская область | 4.19,42    |
| 3000 м                 | Людмила Васильева Приморский край        | 9.08,09    | Людмила Рогачёва Ставропольский край    | 9.11,19   | Наталья Бетехтина Свердловская область  | 9.12,03    |
| 2000 м с препятствиями | Светлана Рогова Кабардино-Балкария       | 6.23,80    | Светлана Виноградова Омская область     | 6.39,67   | Наталья Черепанова Омская область       | 6.44,55    |
| 60 м с барьерами       | Елизавета Чернышёва Свердловская область | 8,22       | Марина Слушкина Красноярский край       | 8,24      | Наталья Шеходанова Красноярский край    | 8,39       |
| Прыжок в высоту        | Елена Грибанова Московская область       | 1,92 м     | Елена Обухова Ростовская область        | 1,86 м    | Татьяна Моткова Ярославская область     | 1,86 м     |
| Прыжок в длину         | Елена Чичерова Краснодарский край        | 6,30 м     | Наталья Каюкова Хабаровский край        | 6,30 м    | Наталья Телепнева Хабаровский край      | 6,27 м     |
| Тройной прыжок         | Наталья Каюкова Хабаровский край         | 13,77 м    | Ирина Мушаилова Краснодарский край      | 13,47 м   | Светлана Давыдова Самарская область     | 13,37 м    |
| Толкание ядра          | Анна Романова Брянская область           | 20,01 м    | Ольга Ильина Ростовская область         | 17,02 м   | Галина Кужель Краснодарский край        | 16,22 м    |
| Ходьба на 3000 м       | Людмила Савинова Томская область         | 13.50,4    | Людмила Зотова Пензенская область       | 14.03,8   | Наталья Сапунова Ставропольский край    | 14.11,6    |
| Пятиборье              | Ирина Белова Иркутская область           | 4720 очков | Ирина Тюхай Красноярский край           | 4493 очка | Вера Малолетнева Смоленская область     | 4395 очков |